# Cloudflare
Cloudflare Inc er et amerikansk internetfirma, der leverer IaaS-ydelser (Infrastructure as a Service), herunder CDN, DDoS beskyttelse og server-baseret hjemmesideoptimering. Cloudflare har hovedkvarter i San Fransisco, Californien. Udover dette, har de også ekstra kontor i disse lokationer inde og uden for USA - London, Singapore, Champaign, Austin, Boston and Washington, D.C. 
Cloudflare, Inc blev stiftet i juli 2009 af Matthew Prince, Lee Holloway og Michelle Zatlyn. Firmaet fik først sit gennembrud, da det leverede beskyttelse til hacker-gruppen LulzSecs hjemmeside.
 Der er for få eller ingen kildehenvisninger i denne artikel, hvilket er et problem. Du kan hjælpe ved at angive troværdige kilder til de påstande, som fremføres i artiklen.

| Firma | Spire Denne artikel om et firma eller en virksomhed i USA er en spire som bør udbygges. Du er velkommen til at hjælpe Wikipedia ved at udvide den. |